# Stéphane Vitel
Pour les articles homonymes, voir Vitel.
Stéphane Vitel (Le Chesnay, 11 janvier 1975 - Lisieux, 11 août 2023) est un principal de collège français retrouvé mort dans son collège. Il travaillait au collège Pierre-Simon-de-Laplace, à Lisieux (Calvados). Considéré comme une mort suspecte, le drame a ému la communauté éducative et politique. Sa veuve contestera les conclusions de l'enquête.
Engagé en politique, il fut l'adjoint au maire à Houlgate (Calvados) de 2014 à 2020.
Conseiller communautaire, auprès de la communauté de communes de l'Estuaire de la Dives, entre 2014 et 2016, il avait rejoint la liste Normandie terre d'avenir pour le Calvados, aux élections régionales de 2021[réf. nécessaire].
Le  ministre Gabriel Attal était  présent à Lisieux pour les obsèques.